# وارن بارتون
وارن بارتون (به انگلیسی: Warren Barton) بازیکن فوتبال زادهٔ ۱۹ مارس ۱۹۶۹ اهل کشور انگلستان که سابقهٔ بازی در تیم ملی فوتبال انگلستان را در کارنامهٔ خود دارد. وی در تاریخ ۱۵ فوریه ۱۹۹۵ نخستین بازی ملی خود را در مقابل تیم ملی فوتبال جمهوری ایرلند انجام داد و با حضور در ۳ بازی ملی، در تاریخ ۱۱ ژوئن ۱۹۹۵ واپسین بازی ملی‌اش را در برابر تیم ملی فوتبال برزیل برگزار کرد.